# Je sais
„Je sais” (ro: „Eu știu”) este un cântec al interpretei franceze Shy'm. Produs de K-Maro, acesta a fost inclus pe cel de-al treilea material discografic de studio al artistei, Prendre l'air, servind totodată drept primul extras pe single al albumului.
Înregistrarea beneficiază de un videoclip filmat în Los Angeles, California (S.U.A.) și o surprinde pe solistă într-un deșert. Scurtmetrajul a fost aclamat de mass-media francofonă pentru coregrafiile afișate, fiind notate totodată și o serie de asemănări cu stilul Rihannei. Cântecul în sine a fost și el felicitat de critica de specialitate, majoritatea notând schimbarea stilului muzical și încercarea artistei de a-și extinde audiența. „Je sais” a fost interpretat de Shy'm cu numeroase ocazii, notabilă fiind prezentarea de la gala premiilor NRJ Music Awards, unde piesa a primit și o nominalizare la categoria „Cântecul francofon al anului”. De asemenea, „Je sais” a fost cel de-al zecelea cel mai difuzat videoclip în Franța pe parcursul anului 2010.
Compoziția s-a dovedit a fi un succes în țara natală a solistei, ocupând locul trei în ierarhia celor mai bine comercializate descărcări digitale, devenind cel mai mare succes al acesteia în ierarhia digitală. Mai mult, s-a bucurat de succes și în cadrul listelor de difuzări, ocupând treapta cu numărul unsprezece în clasamentul posturilor de radio. „Je sais” a activat și în Elveția sau Valonia, în ambele teritorii devenind cel mai mare succes al albumului Prendre l'air.

## Informații generale
După promovarea discului single „Step Back”, Shy'm a început sesiunea de înregistrări pentru un nou material discografic de studio, programat pentru anul 2010. Albumul marchează o schimbare a stilului muzical abordat de interpretă, prezentând o serie de elemente specifice muzicii electropop. „Je sais” a fost ales drept primul extras pe single al discului intitulat Prendre l'air, fiind trimis posturilor de radio din Franța la finele lunii martie a anului 2010. Acesta a fost produs de frecventul colaborator al artistei, K-Maro, alături de Louis Côté, cei doi realizând și textul compoziției. În timpul unui interviu oferit emisiunii de televiziune Le Grand Emission, solista a declarat faptul că a ales „Je sais” pentru a prezenta albumul pentru că „este o interpretare diferită față de tot ce am făcut până acum”.
Cântecul a devenit unul dintre cele mai apreciate și cunoscute din anul 2010 în spațiul francofon, fiind nominalizat la premiul „La chanson de l'année 2010”, promovat de TF1; unde au mai fost nominalizate alte șaptesprezece compoziții. Mai mult, „Je sais” a primit o nominalizare și la gala premiilor NRJ Music Awards din anul 2011 la categoria „Chanson française de l'année” (ro: „Cântecul francofon al anului”), însă a pierdut trofeul în fața înregistrării lui M Pokora „Juste Une Photo De Toi”.

## Lansare și recenzii
O mostră a înregistrării a fost prezentată mass-mediei pe data de 19 martie 2010, anticipând debutul oficial al melodiei. Cântecul a început să fie difuzat de posturile de radio din Franța pe data de 22 martie 2010, precedând lansarea înregistrării în format digital ce s-a materializat la șapte zile distanță în Hexagon. Piesa a fost disponibilă spre achiziționare și în regiunea francofonă a Belgiei, Valonia sau în Elveția începând cu aceeași dată de 29 martie 2010, teritorii unde a activat notabil.
Percepția asupra înregistrării a fost una preponderent favorabilă, unii critici remarcând influențele de muzică dance și trecerea la stilul electropop. În recenzia realizată materialului de proveniență, Prendre l'air, Paula Haddad de la website-ul muzical Music-Story.com a făcut o descriere succintă a lui „Je sais”, rezumându-se la faptul că acesta este un cântec „potrivit pentru [posturile de] radio”. Adeline Lajoinie de la Waxx Music a prezentat înregistrarea într-un cadru favorabil, amintind-o în grupul compozițiilor dansante care ies în evidență, alături de „Prendre l'air” sau „En apesanteur”. SFR Music a insistat asupra schimbării de stil muzical adoptat de artistă, declarând că deși Shy'm „și-a păstrat coregrafiile diavolești”, ea a încercat să abordeze „mai mult cântece pop”, în încercarea sa de a „ajunge la o audiență mai mare decât cea pe care a avut-o anterior cu înregistrări ce conțin influențe R&B”, concluzionând cu faptul că acest aspect reiese din compoziția „Je sais”. De asemenea, Staragora.com a insistat asupra schimbării stilului muzical, afirmând și faptul că „Je sais” va avea un impact puternic pe ringul de dans. Mai mult, redacția website-ului Paperblog.fr a fost de părere că „noul cântec confirmă faptul că interpreta a devenit o valoare importantă a [muzicii] RnB francofone”, în timp ce Thierry Cadet de la Charts in France.net a fost de părere că reprezintă o întoarcere la muzica dance adoptată de Shy'm pe albumul precedent, Reflets, comparând totodată „Je sais” cu predecesorul său, „Step Back”.

## Promovare
Pentru a promova înregistrarea și albumul Prendre l'air Shy'm a interpretat „Je sais” cu mai multe ocazii. Artista a fost prezentă și la evenimentul Carrefour des Stars, care s-a desfășurat pe data de 2 iunie 2010, unde a interpretat un colaj de melodii, care a fost compus din „Victoire”, „Femme de couleur”, „La première fois” și „Je sais”. Unul dintre cele mai notabile evenimente unde a fost prezentată compoziția a fost Gomm Celebration, care s-a desfășurat pe data de 18 iunie 2010, în Paris, Franța. La festivalul organizat de Goom Radio, alături de solistă au mai fost prezenți alți nouăsprezece artiști. Artista a prezentat cântecul și în timpul unor emisiuni televizate, precum Vous aurez le dernier mot!. O altă interpretare notabilă a fost aceea susținută în timpul mini-concertului adiacent lansării programului Carte Musique. Artista a interpretat compoziția și pe scena premiilor NRJ Music Awards, desfășurată pe data de 22 ianuarie 2011, pe aceeași scenă urcând și artiști precum Black Eyed Peas, Enrique Iglesias, Shakira sau Usher.

## Nominalizări și premii
| An   | Titlu            | Secțiunea                      | Rezultat     | Notă   |
| ---- | ---------------- | ------------------------------ | ------------ | ------ |
| 2011 | TF1              | „Cântecul anului 2010”         | Nominalizare | [ 23 ] |
| 2011 | NRJ Music Awards | „Cântecul francofon al anului” | Nominalizare | [ 14 ] |

## Ordinea pieselor pe disc
| \| Nr. \| Titlul \| Durată \| \| ------------------------------- \| ------------- \| ------ \| \| Descărcare digitală[2] \| \| \| \| 1. \| „Je sais” [A] \| 2:40 \| \| Descărcare digitală (remix)[39] \| \| \| \| 1. \| „Je sais” [B] \| 2:37 \| | Specificații - A ^ Versiunea de pe albumul Prendre l'air. - B ^ Remix „Jeremy Hills radio mix”. |        |
| Nr. | Titlul                                                                                          | Durată |
| Descărcare digitală |                                                                                                 |        |
| 1. | „Je sais” [A]                                                                                   | 2:40   |
| Descărcare digitală (remix) |                                                                                                 |        |
| 1. | „Je sais” [B]                                                                                   | 2:37   |

## Videoclip

Filmat în Los Angeles, California, videoclipul a fost aclamat pentru momentele sale coregrafice, stilul lui Shy'm fiind asemănat cu cel al Rihannei.

Videoclipul a avut premiera pe data de 14 aprilie 2010, fiind preluat la scurt timp de mass-media din Franța. Materialul promoțional a fost filmat în Los Angeles, California, Statele Unite ale Americii și o prezintă pe Shy'm într-un deșert, unde mașina cu care călătorea începe să prezinte o serie de probleme cu motorul. Ulterior, artista este surprinsă în timpul unor momente coregrafice, unde este acompaniată de alți trei dansatori. Pentru acest scurtmetraj, interpreta a adoptat preponderent articole vestimentare de culoare neagră, aspect remarcat de un grup de publicații francofone. Videoclipul a avut premiera televizată pe data de 16 aprilie 2010. Datorat numărului semnificativ de difuzări primite, scurtmetrajul a staționat pe locul întâi în ierarhiile televizate timp de mai multe săptămâni consecutive, lucru ce a culminat cu plasarea sa pe treapta a zecea în lista celor mai difuzate videoclipuri din Franța în 2010, devansând materiale semnate Katy Perry sau Shakira.
Percepția asupra materialului promoțional a fost una favorabilă, majoritatea celor ce au abordat videoclipul notând coregrafiile executate, în timp ce alții au comparat stilul lui Shy'm din scurtmetraj cu cel al Rihannei. În acest sens, Actustar.com a fost de părere că „videoclipul ne dezvăluie o cântăreață sexy și diabolică, care se trezește blocată în deșert după o problemă cu motorul de la mașină... Atrăgătoare, artista se transformă în dansatoare și ne oferă un cântec care ar trebui să ne facă să dansăm în această primăvară”. În același context, LePost.fr Arhivat în 27 februarie 2011, la Wayback Machine. a adăugat că „îmbrăcată în negru, cântăreața se mișcă precum niciodată și face temperatura să crească”, concluzionând cu faptul că este „imposibil să îi reziști”. Ediția franceză a revistei Cosmopolitan a catalogat-o pe Shy'm ca fiind „mai sexy ca niciodată”, completând cu ideea conform căreia artista „se reinventează în noul videoclip pentru marea sa întoarcere”, remarcând o serie de asemănări cu Rihanna. Mai mult, People.Premiere.fr a catalogat videoclipul drept „dinamită”, în timp ce prestația artistei din material a fost descrisă drept „deosebit de sexy”.

## Prezența în clasamente
La scurt timp după lansarea sa în format digital, „Je sais” a intrat în ierarhia celor mai bine vândute descărcări digitale din Franța, debutând pe locul patruzeci și șase, fiind cel de-al treilea cea de-a treia cea mai bună nouă apariție în clasament pentru acea săptămână. În ciuda acestui aspect, compoziția a părăsit lista la doar șapte zile, însă s-a reîntors ocupând poziția cu numărul patruzeci și unu la o săptămână distanță. „Je sais” a avansat treptat în ierarhie, intrând în top 10 la începutul lunii iunie a anului 2010, când a câștigat poziția a șaptea. Ulterior, „Je sais” a devenit primul șlagăr de top 3 al solistei în lista digitală franceză, fiind totodată și cel mai bine clasat single al său în această ierarhie, depășind recordul personal stabilit anterior de „La première fois”, care a avansat până pe locul al cincisprezecelea. Mai mult, înregistrarea a ocupat poziții notabile în ierarhiile ce contorizează difuzările obținute la posturile de radio din Hexagon. De asemenea, compoziția a fost cea de-a nouăzeci și șaptea cea mai difuzată înregistrare a anului 2010 la posturile de radio din țara natală a solistei. Deoarece compact discuri conținând cântecul nu au fost disponibile spre achiziționare, „Je sais” nu a intrat în clasamentul oficial din Franța la momentul promovării, când înregistrările lansate doar în format electronic nu erau luate în considerare la alcătuirea clasamentului. Cu toate acestea, după adoptarea unei noi hotărâri pe 4 februarie 2011 cu privire la vânzările digitale și datorită popularității aduse de interpretarea sa la gala premiilor NRJ Music Awards, compoziția a debutat pe locul șaptezeci și nouă. Înregistrarea a părăsit lista la doar șapte zile, devenind cel mai slab clasat extras pe single al lui Shy'm în ierarhia oficială franceză.
Înregistrarea a activat și în clasamentele din afara Franței, în special în listele din Elveția și din regiunea belgiană Valonia. În primul teritoriu, cântecul a debutat pe locul șaptezeci și patru în ierarhia compilată de Media Control, avansând până pe treapta cu numărul șaizeci și opt în a șasea săptămână de activare în clasament. Poziția câștigată reprezintă cel de-al doilea cel mai slab clasat extras pe single al lui Shy'm în această țară, după „Si tu savais”, care a atins doar locul nouăzeci și unu. De asemenea, în Valonia, piesa a intrat inițial în ierarhia secundară, Ultratip, unde a avansat până pe poziția cu numărul patru. La scurt timp, „Je sais” a debutat în clasamentul principal, unde a obținut treapta cu numărul douăzeci și cinci, activând în lista Ultratop timp de doisprezece săptămâni. Este de asemenea și cel mai bine clasat extras pe single de pe albumul de proveniență, devansându-și succesorii „Je suis moi” și „Prendre l'air”. De asemenea, compoziția a intrat și în ierarhia europeană Euro 200, compilată de APC Charts, unde a atins locul cincizeci și cinci.

## Clasamente
| Țară (clasament)                    | Poziția maximă | Referință |
| ----------------------------------- | -------------- | --------- |
| Belgia — Valonia (Ultratip)         | 4              | [ 54 ]    |
| Belgia — Valonia (Ultratop)         | 25             | [ 19 ]    |
| Europa (APC Charts — Euro 200)      | 55             | [ 57 ]    |
| Elveția (Media Control)             | 68             | [ 52 ]    |
| Franța (French Airplay Chart)       | 10             | [ 58 ]    |
| Franța (SNEP)                       | 79             | [ 59 ]    |
| Franța (SNEP — Download Top 50)     | 3              | [ 16 ]    |
| Franța (SNEP — Le Classement Radio) | 11             | [ 17 ]    |

| Țară (clasament)               | Poziția maximă | Referință |
| 2010                           | 2010           | 2010      |
| ------------------------------ | -------------- | --------- |
| Franța (SNEP — difuzări radio) | 97             | [ 60 ]    |
| Franța (SNEP — difuzări TV)    | 10             | [ 61 ]    |
| Franța (SNEP — vânzări)        | 38             | [ 62 ]    |

## Personal
- Sursă:[6]
- Voce: Shy'm
- Producător(i): Cyril „K-Maro” Kamar și Louis Côté
- Textier(i): Cyril „K-Maro” Kamar și Louis Côté
- Instrumental: Louis Côté
- Compilat de: Louis Côté

## Datele lansărilor
| Țara          | Data lansării     | Casă de discuri           | Format              | Referințe |
| ------------- | ----------------- | ------------------------- | ------------------- | --------- |
| Franța        | 22 martie 2010    | K-Pone Inc./ Warner Music | Difuzrare radio     | [ 1 ]     |
| Australia     | 29 martie 2010    | K-Pone Inc./ Warner Music | descărcare digitală | [ 63 ]    |
| Austria       | 29 martie 2010    | K-Pone Inc./ Warner Music | descărcare digitală | [ 64 ]    |
| Belgia        | 29 martie 2010    | K-Pone Inc./ Warner Music | descărcare digitală | [ 26 ]    |
| Danemarca     | 29 martie 2010    | K-Pone Inc./ Warner Music | descărcare digitală | [ 65 ]    |
| Elveția       | 29 martie 2010    | K-Pone Inc./ Warner Music | descărcare digitală | [ 27 ]    |
| Finlanda      | 29 martie 2010    | K-Pone Inc./ Warner Music | descărcare digitală | [ 66 ]    |
| Franța        | 29 martie 2010    | K-Pone Inc./ Warner Music | descărcare digitală | [ 67 ]    |
| Germania      | 29 martie 2010    | K-Pone Inc./ Warner Music | descărcare digitală | [ 68 ]    |
| Irlanda       | 29 martie 2010    | K-Pone Inc./ Warner Music | descărcare digitală | [ 69 ]    |
| Italia        | 29 martie 2010    | K-Pone Inc./ Warner Music | descărcare digitală | [ 70 ]    |
| Norvegia      | 29 martie 2010    | K-Pone Inc./ Warner Music | descărcare digitală | [ 71 ]    |
| Noua Zeelandă | 29 martie 2010    | K-Pone Inc./ Warner Music | descărcare digitală | [ 72 ]    |
| Olanda        | 29 martie 2010    | K-Pone Inc./ Warner Music | descărcare digitală | [ 73 ]    |
| Portugalia    | 29 martie 2010    | K-Pone Inc./ Warner Music | descărcare digitală | [ 74 ]    |
| Spania        | 29 martie 2010    | K-Pone Inc./ Warner Music | descărcare digitală | [ 75 ]    |
| Suedia        | 29 martie 2010    | K-Pone Inc./ Warner Music | descărcare digitală | [ 76 ]    |
| Regatul Unit  | 29 martie 2010    | K-Pone Inc./ Warner Music | descărcare digitală | [ 77 ]    |
| Franța        | 14 aprilie 2010   | K-Pone Inc./ Warner Music | Premieră (video)    | [ 12 ]    |
| Irlanda       | 6 septembrie 2010 | K-Pone Inc./ Warner Music | descărcare digitală | [ 78 ]    |